# Riberalta (flygplats)
Riberalta är en flygplats i Bolivia. Den ligger i den norra delen av landet, 900 km norr om huvudstaden Sucre. Riberalta ligger 141 meter över havet.
Terrängen runt Riberalta är platt. Närmaste större samhälle är Riberalta, 5,9 km öster om Riberalta.
Runt Riberalta är det i huvudsak tätbebyggt. Runt Riberalta är det mycket glesbefolkat, med 7 invånare per kvadratkilometer.